# Robert Lombard
Pour les articles homonymes, voir Lombard.
Robert Georges Edmond Cacheux, connu sous le nom de scène de Robert Lombard, né le 18 mars 1921 au Raincy en Seine-Saint-Denis et mort le 26 septembre 2003 dans le 14e arrondissement de Paris, est un acteur français.

## Filmographie

### Cinéma
- 1947 : Voyage Surprise de Pierre Prévert : Richard, le jeune marié
- 1949 : Rendez-vous de juillet de Jacques Becker : un ami de Lucien
- 1949 : Edgar et sa bonne d'André Michel - court-métrage (20 minutes) : Edgar
- 1950 : Le Roi du bla bla bla de Maurice Labro : Hubert
- 1951 : La Maison Bonnadieu de Carlo Rim : Morin, un jeune employé
- 1951 : Le Plaisir de Max Ophüls, dans le sketch : La Maison Tellier : M. Philippe, le fils du banquier
- 1951 : Chicago-digest de Paul Paviot - court métrage (28 min) : Un "Big-Big"
- 1952 : C'est arrivé à Paris d'Henri Lavorel et John Berry : Marcel
- 1952 : Moineaux de Paris de Maurice Cloche
- 1952 : Torticola contre Frankensberg de Paul Paviot - court-métrage
- 1953 : Cent francs par seconde de Jean Boyer : Roland, un prétendant
- 1953 : Une vie de garçon de Jean Boyer : Charles
- 1953 : Femmes de Paris de Jean Boyer : Maurice
- 1953 : Le Rideau rouge ou Ce soir on joue MacBeth d'André Barsacq
- 1953 : Raspoutine de Georges Combret : Boris Goulief
- 1953 : Adam est... Ève de René Gaveau : Alphonse
- 1954 : Escalier de service de Carlo Rim : le photographe de mode, dans les sketchs intermédiaires
- 1955 : Don Juan de John Berry : le duc d'Altaquerque
- 1955 : Je suis un sentimental de John Berry : Olivier de Villeterre
- 1956 : Le Couturier de ces dames de Jean Boyer : Bernheim
- 1956 : L'Homme aux clefs d'or de Léo Joannon : Charles Lewardin
- 1956 : Mon coquin de père de Georges Lacombe
- 1956 : Notre-Dame de Paris de Jean Delannoy : Jacques Coppenole
- 1956 : Le Colonel est de la revue de Maurice Labro
- 1956 : L'Eau vive de François Villiers : le cousin de Rochebrune
- 1957 : La Garçonne de Jacqueline Audry : Paul Poiret
- 1957 : Échec au porteur de Gilles Grangier : Planioles
- 1957 : Les Espions d'Henri-Georges Clouzot : le contrôleur
- 1957 : Le Grand Bluff de Patrice Dally : le gérant de l'hôtel
- 1957 : Ce joli monde de Carlo Rim : Hector Chassepot, le capitaine de gendarmerie
- 1958 : À pied, à cheval et en spoutnik de Jean Dréville : l'adjudant de gendarmerie
- 1958 : Des femmes disparaissent d'Édouard Molinaro : Merlin
- 1959 : Les Affreux de Marc Allégret : un employé de la banque
- 1959 : Rue des Prairies : un inspecteur
- 1960 : Le Pavé de Paris d'Henri Decoin
- 1961 : Le Rendez-vous de minuit de Roger Leenhardt : le commissaire Blouquier
- 1963 : Les Baisers de Jean-François Hauduroy, dans le sketch : Baiser du soir : André
- 1965 : Espions à l'affût de Max Pécas : Henri
- 1966 : Trois enfants dans le désordre de Léo Joannon : M. Chevassot
- 1967 : À tout casser de John Berry : Reggie
- 1968 : Traquenards de Jean-François Davy : Georges Corbeau
- 1968 : Jeff de Jean Herman : Grunstein
- 1968 : Béru et ces dames de Guy Lefranc : Félicien, dit Finfin la Bricole
- 1968 : Slogan de Pierre Grimblat : l'automobiliste
- 1969 : Une veuve en or de Michel Audiard : un membre du Yiddish International Power
- 1969 : Hibernatus d'Édouard Molinaro : M. Thomas
- 1969 : Le Petit Théâtre de Jean Renoir de Jean Renoir, dans le sketch : Le dernier réveillon : le maître d'hôtel
- 1970 : Les Cousines de Louis Soulanes : M. Borgo
- 1970 : La Promesse de l'aube (Promise at Dawn) de Jules Dassin : le portier du Négresco
- 1970 : Boulevard du rhum de Robert Enrico : Remus
- 1970 : Justine de Sade de Claude Pierson
- 1971 : Le Tueur de Denys de La Patellière : l'aubergiste
- 1972 : Les Quatre mercenaires d'El Paso (E Continuavano a Fregarsi il Milione di Dollari) d'Eugenio Martín
- 1972 : Les Caïds de Robert Enrico
- 1973 : Je suis frigide... pourquoi ? de Max Pécas : M. Chambon
- 1973 : Hit! de Sidney J. Furie : M. Freloux
- 1973 : C'est plus facile de garder la bouche ouverte de Jacques-Paul Barney
- 1973 : L'Ombre d'une chance de Jean-Pierre Mocky : M. Rombert
- 1974 : Gross Paris de Gilles Grangier
- 1974 : Les Charnelles ou Émotions secrètes d'un jeune homme de bonne famille de Claude Mulot
- 1975 : Le Téléphone rose d'Édouard Molinaro : le premier client de Christine
- 1975 : Rêves pornos (ou Le Dictionnaire de l'érotisme) de Max Pécas (Images d'archives)
- 1975 : L'Intrépide de Jean Girault : l'homosexuel
- 1975 : Le Faux-cul de Roger Hanin : Prussac
- 1976 : L'Aile ou la Cuisse de Claude Zidi : le patron de La Coquille d'Or
- 1977 : L'Hôtel de la plage de Michel Lang : M. Guedel
- 1978 : Judith Therpauve de Patrice Chéreau : le banquier
- 1979 : Le Coup de sirocco d'Alexandre Arcady : le directeur de Stoprix
- 1981 : Le Roi et l'Oiseau de Paul Grimault (Dessin animé) : voix uniquement
- 1982 : Édith et Marcel de Claude Lelouch
- 1984 : Les Morfalous d'Henri Verneuil : M. Chanterelle

### Télévision
- 1960 : La caméra explore le temps (série télévisée) : Louis XVI
- 1961 : L'Eventail de Lady Windermere de François Gir  (Téléfilm) : Lord Augustus
- 1962 : Mesdemoiselles Armande (Téléfilm) : le deuxième assesseur
- 1962 : L'inspecteur Leclerc enquête, épisode : Haute Fidélité de Guy Lefranc : Jacques Farjot
- 1965 : Belphégor ou le Fantôme du Louvre, feuilleton télévisé de Claude Barma : Volot
- 1965 : En votre âme et conscience, épisode : La canne à épée de  Marcel Cravenne
- 1966 : La cerisaie (Téléfilm) : Epikodiv
- 1968 : Les Cinq Dernières Minutes, épisode Les Enfants du faubourg de Claude Loursais : le quatrième agent
- 1968, 1971, 1975 et 1981 : Les Enquêtes du commissaire Maigret (série télévisée) : le patron de l'Amiral / Nicolas Cajou / l'avocat Émile Parendon / Commissaire Dupeu
- 1970 : Le chien qui a vu dieu (téléfilm)
- 1970 : Le Petit Théâtre de Jean Renoir (téléfilm) : le maître d'hôtel
- 1971 : Les Nouvelles Aventures de Vidocq, épisode La Caisse de fer de Marcel Bluwal
- 1971 : La Possédée de Éric Le Hung (téléfilm) : Mannoury
- 1971 : Quentin Durward (téléfilm) : l'aubergiste
- 1971 : Aux frontières du possible : le dossier des mutations V de Victor Vicas
- 1972 : Les Rois maudits (série télévisée) : Portefruit (le prévôt)
- 1973 : Pour Vermeer de Jacques Pierre
- 1973 : Le temps de vivre... Le temps d'aimer (série télévisée) : Lorget
- 1973 : Poof (téléfilm) : le marchand de savon
- 1973 : Les Mohicans de Paris de Gilles Grangier (série télévisée) : Hartmann
- 1974 : Paul et Virginie de Pierre Gaspard-Huit (série télévisée) : le Major
- 1975 : Le secret des dieux (série télévisée) : le notaire
- 1975 : Crise (série télévisée) : Nicholson
- 1975 : Les Brigades du Tigre, épisode Collection 1909 de Victor Vicas : Martin-Touffier
- 1975-1979 : Au théâtre ce soir (Série TV) : G. Geder / le chapelain / Victor / Kirby / Alex
- 1976 : Erreurs judiciaires (Série TV) : Professeur Le Normand
- 1976 : Désiré, Téléfilm de Jeannette Hubert : Félix Montignac
- 1977 : Les Années d'illusion de Pierre Matteuzzi (Série TV) : Dubois-Monnet
- 1977 : Dossier Danger Immédiat de Claude Barma (série télévisée) : le sous-directeur
- 1978 : Les Brigades du Tigre, épisode Les Enfants de la Joconde de Victor Vicas : Thamaris
- 1979 : Madame de Sévigné : Idylle familiale avec Bussy-Rabutin (téléfilm) : l'abbé de Livry
- 1981 : Zadig ou la Destinée (téléfilm) : le pêcheur
- 1981 : Les Amours des années grises (série télévisée) : Xavier de Villandieu
- 1981 : Les Roses de Dublin de Lazare Iglesis (série télévisée) : Flatman
- 1982 : La démobilisation générale (téléfilm) : Flandin
- 1982 : Les Dames à la licorne de Lazare Iglesis (téléfilm)
- 1982 : L'Apprentissage de la ville de Caroline Huppert (téléfilm) : Général Morloup
- 1985 : Angelo, tyran de Padoue (téléfilm) : Ordelafo
- 1985 : Brigade verte (série télévisée) : Faure
- 1990 : Le Mari de l'ambassadeur (série télévisée)

## Théâtre
- 1949 : Les Voyous de Robert Hossein, mise en scène de l'auteur, Théâtre du Vieux-Colombier
- 1950 : Clérambard de Marcel Aymé, mise en scène Claude Sainval, Comédie des Champs-Élysées
- 1951 : Cucendron ou la pure Agathe de Robert Favart, mise en scène Christian-Gérard, Théâtre Saint-Georges
- 1953 : L'Invitation au château de Jean Anouilh, mise en scène André Barsacq, Théâtre de l'Atelier
- 1954 : Les Quatre Vérités de Marcel Aymé, mise en scène André Barsacq, Théâtre de l'Atelier, Théâtre des Célestins
- 1955 : Le Petit Arpent du bon Dieu d'Erskine Caldwell, mise en scène José Quaglio, Théâtre de l'Ambigu
- 1957 : La Mouche bleue de Marcel Aymé, mise en scène Claude Sainval, Comédie des Champs-Élysées
- 1959 : Tête d'or de Paul Claudel, mise en scène Jean-Louis Barrault, Odéon-Théâtre de France
- 1959 : La Petite Molière de Jean Anouilh, mise en scène Jean-Louis Barrault, Grand théâtre de Bordeaux, Odéon-Théâtre de France
- 1960 : Rhinocéros d'Eugène Ionesco, mise en scène Jean-Louis Barrault, Odéon-Théâtre de France
- 1961 : Le Voyage de Georges Schehadé, mise en scène Jean-Louis Barrault, Odéon-Théâtre de France
- 1961 : Mais n'te promène donc pas toute nue ! de Georges Feydeau, mise en scène Jean-Louis Barrault, Odéon-Théâtre de France
- 1962 : Un otage de Brendan Behan, mise en scène Georges Wilson, Odéon-Théâtre de France
- 1963 : Le Piéton de l'air d'Eugène Ionesco, mise en scène Jean-Louis Barrault, Odéon-Théâtre de France
- 1963 : L'Ours d'Anton Tchekhov, mise en scène Jean Desailly, Odéon-Théâtre de France
- 1963 : La Cerisaie d'Anton Tchekhov, mise en scène Jean-Louis Barrault, Odéon-Théâtre de France
- 1964 : Le Mariage de Figaro de Beaumarchais, mise en scène Jean-Louis Barrault, Odéon-Théâtre de France
- 1965 : Le Mariage de Figaro de Beaumarchais, mise en scène Jean-Louis Barrault, Théâtre des Célestins
- 1966 : Henry VI de William Shakespeare, mise en scène Jean-Louis Barrault, Odéon-Théâtre de France
- 1967 : Pauvre Bitos ou le Dîner de têtes de Jean Anouilh, mise en scène de l'auteur et Roland Piétri, Théâtre de Paris
- 1968 : La Moitié du plaisir de Steve Passeur, Jean Serge & Robert Chazal, mise en scène Robert Hossein, Théâtre Antoine
- 1970 : Jarry sur la butte (d'après les œuvres complètes d'Alfred Jarry, mise en scène Jean-Louis Barrault, Elysée-Montmartre
- 1975 : L'Arrestation de Jean Anouilh, mise en scène Jean Anouilh et Roland Piétri, Théâtre de l'Athénée
- 1976 : Pour 100 briques t'as plus rien... de Didier Kaminka, mise en scène Henri Garcin, Théâtre La Bruyère
- 1978 : Zadig ou la destinée de Voltaire, mise en scène Jean-Louis Barrault, Théâtre d'Orsay
- 1978 : Almira de Pierre-Jean de San Bartholomé, mise en scène de l'auteur, Espace Pierre Cardin
- 1981 : L'Amour de l'amour de Molière, La Fontaine, Apulée, mise en scène Jean-Louis Barrault, Théâtre Renaud-Barrault
- 1984 : Angelo, tyran de Padoue de Victor Hugo, mise en scène Jean-Louis Barrault, Théâtre Renaud-Barrault
- 1985 : Les Oiseaux d'Aristophane, mise en scène Jean-Louis Barrault, Théâtre Renaud-Barrault
- 1986 : Les Oiseaux d'Aristophane, mise en scène Jean-Louis Barrault, Théâtre des Célestins
- 1989 : Un chapeau de paille d'Italie d'Eugène Labiche et Marc-Michel, mise en scène Jean-Paul Lucet, Théâtre des Célestins